# Anthidium weyrauchi
Anthidium weyrauchi là một loài Hymenoptera trong họ Megachilidae. Loài này được Schwarz mô tả khoa học năm 1943.